# Liste der Biografien/Palk
Liste der Biografien |
Portal Biografien |
Personensuche
# |
A |
B |
C |
D |
E |
F |
G |
H |
I |
J |
K |
L |
M |
N |
O |
P |
Q |
R |
S |
T |
U |
V |
W |
X |
Y |
Z |
?
 
Pa |
Pc |
Pe |
Pf |
Ph |
Pi |
Pj |
Pk |
Pl |
Pm |
Pn |
Po |
Pr |
Ps |
Pt |
Pu |
Pv |
Pw |
Py
 
Paa |
Pab |
Pac |
Pad |
Pae |
Paf |
Pag |
Pah |
Pai |
Paj |
Pak |
Pal |
Pam |
Pan |
Pao |
Pap |
Paq |
Par |
Pas |
Pat |
Pau |
Pav |
Paw |
Pax |
Pay |
Paz
 
Pala |
Palb |
Palc |
Pald |
Pale |
Palf |
Palg |
Palh |
Pali |
Palj |
Palk |
Pall |
Palm |
Paln |
Palo |
Palp |
Pals |
Palt |
Palu |
Palv |
Paly |
Palz
Die Liste der Biografien führt alle Personen auf, die in der deutschsprachigen Wikipedia einen Artikel haben. Dieses ist eine Teilliste mit 18 Einträgen von Personen, deren Namen mit den Buchstaben „Palk“ beginnt.

## Palk
- Palk, Anna (1941–1990), britische Schauspielerin
- Palk, Robert, 1. Baronet (1717–1798), britischer Kolonialgouverneur
- Palk, Stan (1921–2009), englischer Fußballspieler

### Palka
- Palka, Antoni (1936–2014), polnischer Radrennfahrer
- Palka, Marianna (* 1981), US-amerikanische Schauspielerin, Drehbuchautorin, Filmproduzentin und Regisseurin polnischer AbstammungMarianna Palka (* 1981)

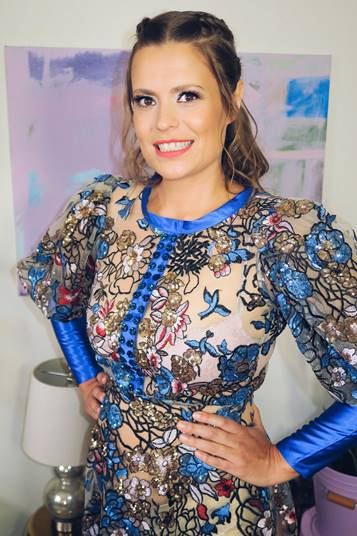
Marianna Palka (* 1981)

- Palka, Thomas Axel (* 1954), deutscher Politiker (AfD), MdL

### Palki
- Palkin, Stanislaw (* 1996), kasachischer Eisschnellläufer
- Palkina, Sofja Olegowna (* 1998), russische Hammerwerferin
- Palkina, Xenija (* 1989), kirgisische Tennisspielerin

### Palko
- Palko, Franz Anton (1717–1766), österreichischer Porträtmaler
- Palko, Franz Xaver Karl (1724–1767), österreichischer Maler
- Palko, Vladimír (* 1957), slowakischer Mathematiker und Politiker
- Palkovič, Juraj (1763–1835), slowakischer Kanoniker
- Palkovič, Juraj (1769–1850), slowakischer Schriftsteller
- Palkovics, Krisztián (* 1975), ungarischer Eishockeyspieler
- Palkovits, István (* 2000), ungarischer Langstrecken- und Hindernisläufer
- Palkovits, Regina (* 1980), deutsche Chemikerin und Hochschullehrerin
- Palkovský, Jiří (* 1951), tschechischer Hochspringer